# PremiumBeat

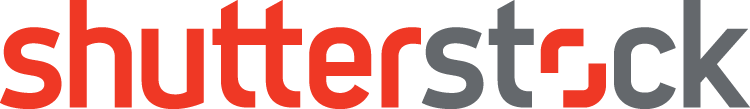
Logo de Shutterstock, compañía de la que depende en la actualidad PremiumBeat

PremiumBeat es una compañía que fue fundada en 2005 por el emprendedor François Arbour. En un inicio fue creada como sitio web donde los usuarios pudieran vender su música, pero cuando adquirió más relevancia fue a partir de 2015 cuando fue comprada por el repertorio de imágenes Shutterstock por 32 millones de dólares. La compañía está formada por compositores, diseñadores, programadores y escritores apasionados de la música. Esta compañía es proveidora de efectos de sonido igual que pistas de audio exclusivas y de alta calidad que están destinadas a ser usadas en aplicaciones, anuncions, videojuegos y cualquier tipo de contenido relacionado con los medios de comunicación. Todo el contenido que ofrece es royalty free, y su método de adquisición funciona a través de licencias.
En el equipo de PremiumBeat se encuentran profesionales del sector musical también asociados a otras grandes organizaciones de músicos como son SOCAN o ASCAP.
Aparte de una página web, PremiumBeat también es propietaria de un blog llamado ''The Beat'' en el que se publican asiduamente todo tipo de artículos relacionados con la música.